# Isonychus erectepilosus
Isonychus erectepilosus är en skalbaggsart som beskrevs av Frey 1970. Isonychus erectepilosus ingår i släktet Isonychus och familjen Melolonthidae. Inga underarter finns listade i Catalogue of Life.